# Tipula modoc
Tipula modoc är en tvåvingeart som beskrevs av Alexander 1945. Tipula modoc ingår i släktet Tipula och familjen storharkrankar. Inga underarter finns listade i Catalogue of Life.